# Mordellistena bipustulata
Mordellistena bipustulata är en skalbaggsart som beskrevs av Helmuth 1864. Mordellistena bipustulata ingår i släktet Mordellistena och familjen tornbaggar. Inga underarter finns listade i Catalogue of Life.